# Ню Октанта
{\displaystyle \nu } Октанта (ню Октанта,  {\displaystyle \nu } Octantis) — спектроскопічна подвійна зоря в сузір'ї Октанта. Її видима зоряна величина — 3,73. Розташована приблизно за 20 парсеків (65 св. р.)  від Землі. Головна зоря — помаранчевий гігант спектрального типу K1III. У її ядрі вигорів водень і вона розширилася. Її супутник, швидше за все, — червоний карлик із малою масою.  
Період обертання в системі становить близько 2,9 років.
У 2009 році, ґрунтуючись на збуреннях орбітального періоду, було висунуто гіпотезу, що система містить екзопланети. Можливість їх проградного руху одразу виключили, але ретроградний рух залишався можливим, хоча варіації можуть бути пов'язані з тим, що головна зоря сама по собі є подвійною, оскільки формування планет в такій системі було б важким через динамічні збурення.
| Планета (по порядку віддалення від зорі) | Маса      | Радіус | Велика піввісь (а.о.) | Орбітальний період (діб) | Нахил орбіти (°) | Ексцентриситет орбіти | Кіл-ть супутників |
| ---------------------------------------- | --------- | ------ | --------------------- | ------------------------ | ---------------- | --------------------- | ----------------- |
| b (не підтверджено)                      | 2.1059 MJ | 1.276  | 414.8                 | 0.086                    | 112.5°           | —                     |                   |